# David McCalden
William David McCalden (* 20. September 1951 in Belfast, Nordirland; † 15. Oktober 1990 in El Segundo, Kalifornien) war ein britischer rechtsextremer Politiker, und später einer der führenden internationalen Holocaustleugner.
McCalden wurde in Belfast geboren, verließ aber 1972 seine Heimatstadt, um am Goldsmiths College an der University of London zu studieren. Als Mitglied der rechtsradikalen British National Front, für die er auch als Redakteur der Parteizeitung Nationalist News tätig war, wurde er zum ersten Mal politisch aktiv. 1976 verließ er die National Front, um der von John Kingsley Read, dem ehemaligen Vorsitzenden der National Front, geleiteten National Party beizutreten. Auch hier schrieb er für das Parteijournal, Britain First. Zu seinen anderen Werken aus dieser Zeit gehören das Journal Beacon und das Buch Nuremberg and Other War Crimes Trials (Nürnberg und andere Kriegsverbrechenprozesse, 1978). Dieses Buch schrieb er jedoch unter dem Pseudonym "Richard Harwood", das auch der britische Holocaustleugner Richard Verrall benutzt hatte.
1978 emigrierte McCalden nach Kalifornien. Mit dem altgedienten amerikanischen Neonazi Willis Carto gründete er das Institute for Historical Review (IHR), von dem er als Direktor und Hauptredakteur berufen wurde. Hierbei war er meistens unter dem Namen "Lewis Brandon" tätig. Laut seinen Mitgründern sei das IHR ein Forschungszentrum für alle seriösen Historiker. Es veröffentlicht jedoch nur Materialien, welche die Leugnung des Holocaust thematisieren, und wird von Historikern nicht als seriöses Forschungsinstitut anerkannt. McCalden war der führende Organisator der Aktivitäten des IHR und begründete damit seinen Ruf als einer der hartnäckigsten Befürworter der Holocaustleugnung.
Dennoch verschlechterte sich die Beziehung zwischen McCalden und Carto und 1981, nachdem er sich mit Carto zerstritten hatte, verließ McCalden das IHR und gründete seine eigene Gruppe, "Truth Mission". Als deren Leiter veröffentlichte er weitere Journale, einschließlich Revisionist Reprints, Holocaust News und David McCalden's Revisionist Newsletter, und Bücher, darunter The Amazing, Rapidly Shrinking "Holocaust" (1987). 1989 wurde er während einer Tagung in Los Angeles angegriffen und schwer zusammengeschlagen. Die Schuld für diesen Angriff gab er Irv Rubin und der Jewish Defense League.
David McCalden starb im Alter von 39 an Lungenentzündung und Aids in El Segundo, Kalifornien.